# Digernäs
Digernäs är en by, sedan 2015 klassad som en småort, på gränsen mellan Sunne distrikt (Sunne socken) och Frösö distrikt (Frösö socken) i Östersunds kommun, Jämtlands län (Jämtland). Byn ligger vid Storsjön och vägskälet där Länsväg Z 602 mot Åkeräng utgår från Länsväg Z 592 mellan Målsta och Orrviken, cirka elva kilometer västerut från Östersund.